# Hagby
Hagby – miejscowość (tätort) w Szwecji, w regionie administracyjnym (län) Kalmar, w gminie Kalmar.
Według danych Szwedzkiego Urzędu Statystycznego liczba ludności wyniosła: 871 (31 grudnia 2015), 824 (31 grudnia 2018) i 831 (31 grudnia 2019).
W miejscowości znajduje się średniowieczny kościół.